# Teguramori Makoto
Teguramori Makoto (Aomori, 1967. november 14. –) japán válogatott labdarúgó.